# Grossmont College
Grossmont College es una universidad que imparte carreras universitarias de dos años de duración ubicada en El Cajón, California. Grossmont College es parte del Grossmont–Cuyamaca Community College District junto con el Cuyamaca Community College. Grossmont, al igual que Cuyamaca pertenecen al sistema del California Community College junto con otras universidades comunitarias en el estado.
Grossmont College está acreditado por la Western Association of Schools and Colleges (WASC), Accrediting Commission for Community and Junior Colleges (ACCJC). Grossmont College fue votado como la mejor universidad comunitaria del condado de San Diego, encuesta conducida por el San Diego Union Tribune en 2004, 2007, 2008 y 2010.